# Michela Tondinelli

a Compétitions nationales et continentales officielles uniquement.

b Matchs officiels uniquement.
Michela Tondinelli, née le 15 janvier 1975 à Rome (Italie), est une joueuse internationale italienne de rugby à XV. Elle évolue au poste de demi d'ouverture.
Après la fin de sa carrière, elle devient entraîneuse et entraine les sélections de jeunes de la fédération italienne. En parallèle, elle exerce sa fonction au sein du club de l'Unione Capitolina puis du Villorba Rugby.

## Biographie
Michela Tondinelli commence le rugby à XV à l'âge de six ans, dans les pas de son grand frère. Elle est la première joueuse italienne à évoluer à l'étranger, au Richmond FC (en). Elle joue sept saisons à Rome avant de rejoindre les Red Panthers du Benetton Trévise où elle construit son palmarès.[réf. nécessaire]
Elle fait ses débuts en équipe d'Italie en 1990, âgée de quinze ans, à une époque où le rugby à XV féminin n'est pas encore reconnu par la fédération italienne. Elle dispute plusieurs éditions du Championnat d'Europe FIRA ainsi que la Coupe du monde 2002. Sa carrière internationale dure pas moins de 23 ans, ce qui fait d'elle la joueuse italienne la plus capée au moment où elle prend sa retraite (elle a depuis été dépassée par Sara Barattin).[réf. nécessaire]
Elle termine sa carrière à Casale.[réf. nécessaire]
Dès 2016, elle commence à intervenir auprès des équipes de jeunes de la fédération italienne. Elle intègre ensuite l'équipe technique de l'Unione Capitolina en tant qu'assistante pour une saison réussie puisque l'équipe romaine, qui joue sa première saison en championnat, est invaincue en poules et va jusqu'en demi-finale. Après la pandémie de Covid-19 elle rejoint le staff de Villorba Rugby dont elle devient entraineuse principale en 2021.
En parallèle, elle a toujours ses fonctions à la fédération italienne : elle est co-sélectionneuse de l'équipe nationale des moins de 18 ans et fait partie de l'encadrement de la sélection des moins de 20 ans.

## Palmarès
- Vainqueur du Championnat d'Italie 2008, 2009 et 2011.